# Ricarte de Freitas Júnior
Ricarte de Freitas Júnior (Lages, 17 de janeiro de 1952) é um político brasileiro.

## Biografia
Filho de Ricarte de Freitas e de Iracy Anjos de Freitas.
Em 1987 foi fundador do Partido Liberal (PL) em Mato Grosso. Nas eleições gerais no Brasil em 1990 foi candidato a deputado estadual pelo PL, obtendo uma suplência. Assumiu o mandato em 1992, e em 1994 deixou o PL para filiar-se ao Partido da Social Democracia Brasileira (PSDB). Foi reeleito nas eleições gerais no Brasil em 1994. Nas eleições gerais no Brasil em 1998 foi candidato a deputado federal por Mato Grosso pelo PSDB, obtendo uma suplência. Assumiu o mandato em fevereiro de 1999, sendo efetivado em abril de 2000. Nas eleições gerais no Brasil em 2002 foi reeleito deputado federal pelo PSDB. Empossado em fevereiro de 2003, ano em que filiou-se ao Partido Trabalhista Brasileiro (PTB).